# تازه‌کار (فیلم ۱۹۹۰)
تازه‌کار (به انگلیسی: The Freshman) نام یک فیلم جنایی کمدی آمریکایی با بازی مارلون براندو و متیو برودریک می‌باشد که محصول سال ۱۹۹۰ (میلادی) است. حضور یک اژدهای کومودو در این فیلم، حواشی منحصربفردی پیرامون آن ایجاد کرد.